# 四谷三丁目站
四谷三丁目站（日语：／ Yotsuya-sanchōme eki */?）是位於日本東京都新宿區四谷三丁目，屬於東京地下鐵丸之內線的鐵路車站。車站編號是M 11。

## 历史
- 1959年（昭和34年）3月15日：開業。
- 2004年（平成16年）4月1日：營團地下鐵民營化。丸之內線由東京地下鐵繼承。

## 車站構造
對向式月台2面2線的地底車站。地下1樓式月台與剪票口，通往地面的電梯在2號月台側，站內無電扶梯。
荻窪側有緊急用橫渡線。

### 月台配置
| 月台 | 路線     | 目的地                       |
| ---- | -------- | ---------------------------- |
| 1    | 丸之內線 | 新宿、荻窪、方南町方向       |
| 2    | 丸之內線 | 銀座、東京、大手町、池袋方向 |

（來源：東京地下鐵:車站構內圖（页面存档备份，存于））

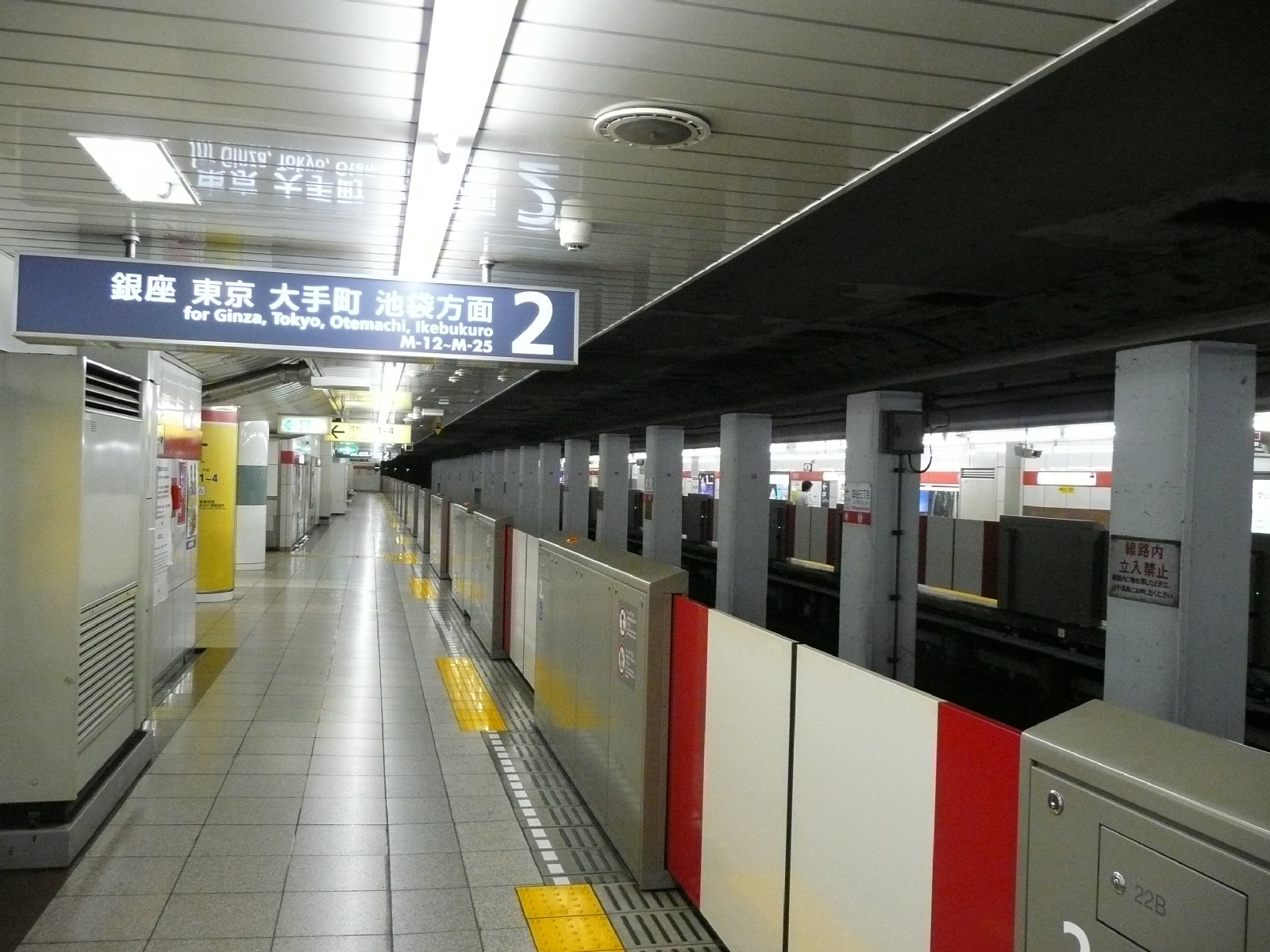
2號月台（2008年7月）
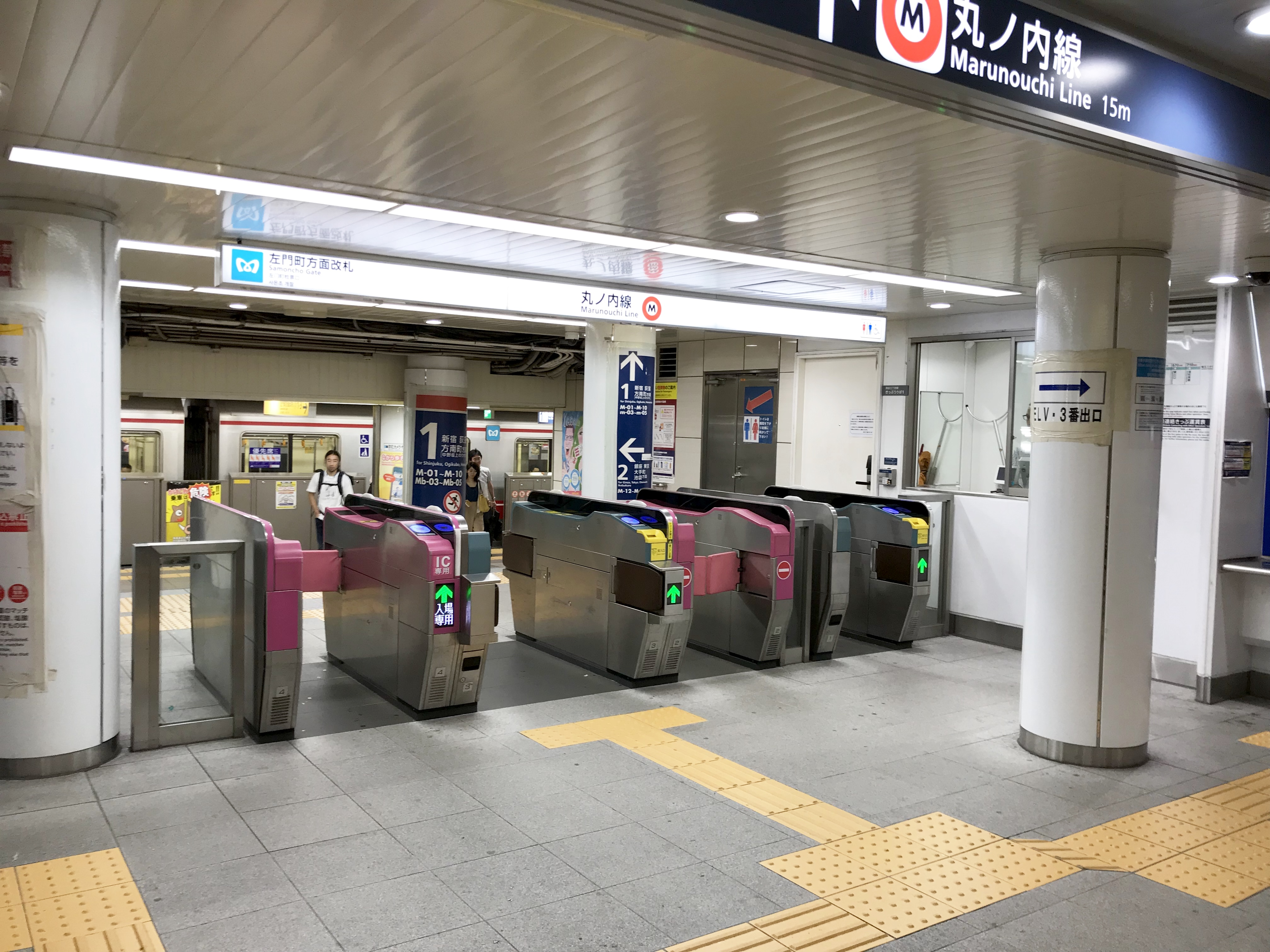
左門町方向閘口（2019年8月30日）
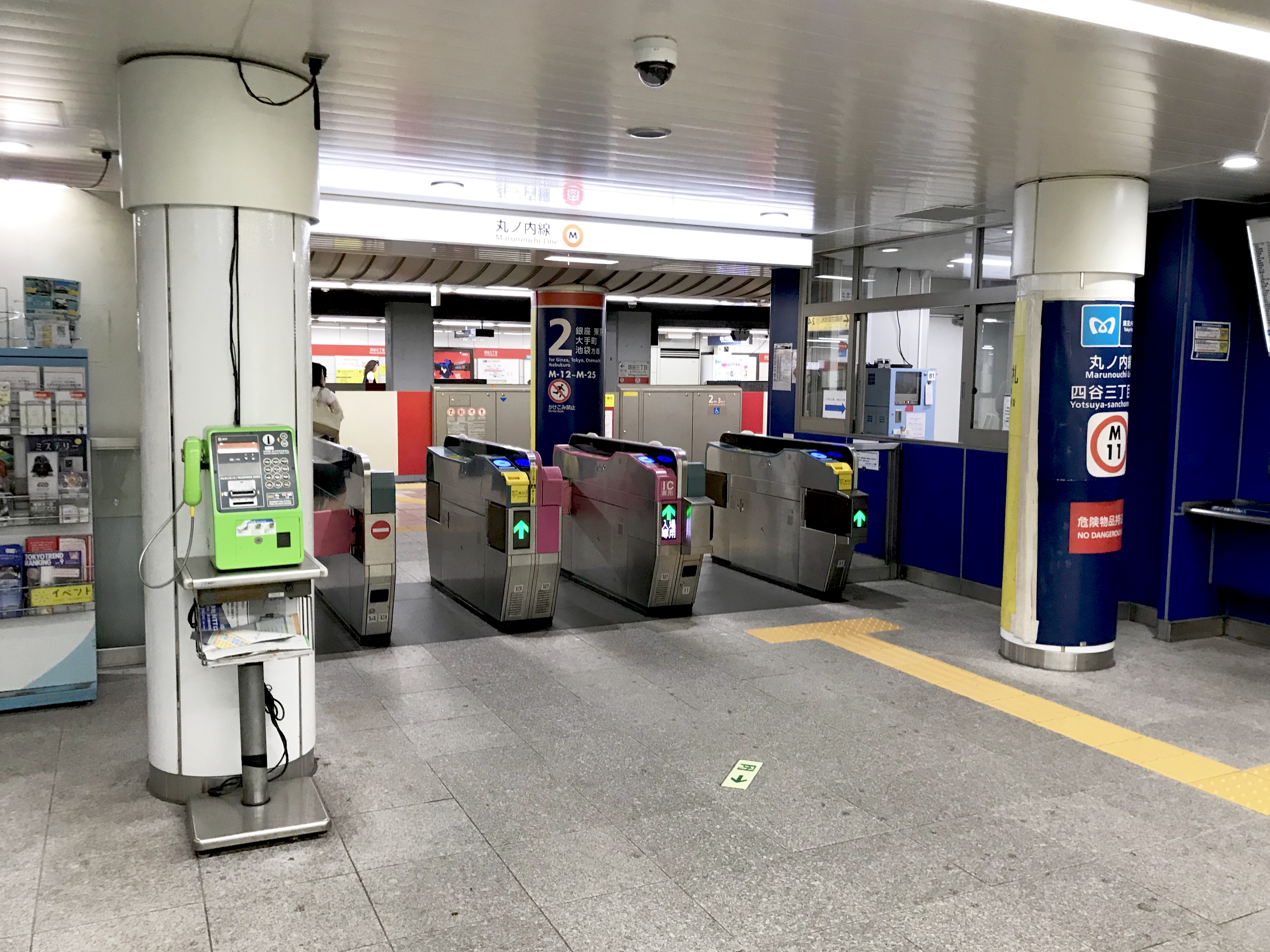
舟町方向閘口（2019年8月30日）

## 利用狀況
2017年度1日平均上下車人次為46,732人，東京地下鐵全部130個車站當中排名82位。
近年1日平均上下車、上車人次如下表。
| 年度               | 1日平均 上下車人次 | 1日平均 上車人次 | 來源     |
| ------------------ | ------------------ | ---------------- | -------- |
| 1992年（平成04年） |                    | 23,888           | [ * 1 ]  |
| 1993年（平成05年） |                    | 23,068           | [ * 2 ]  |
| 1994年（平成06年） |                    | 22,521           | [ * 3 ]  |
| 1995年（平成07年） |                    | 21,634           | [ * 4 ]  |
| 1996年（平成08年） |                    | 21,718           | [ * 5 ]  |
| 1997年（平成09年） |                    | 21,761           | [ * 6 ]  |
| 1998年（平成10年） |                    | 21,975           | [ * 7 ]  |
| 1999年（平成11年） |                    | 21,306           | [ * 8 ]  |
| 2000年（平成12年） |                    | 21,400           | [ * 9 ]  |
| 2001年（平成13年） |                    | 21,181           | [ * 10 ] |
| 2002年（平成14年） |                    | 20,811           | [ * 11 ] |
| 2003年（平成15年） | 41,828             | 20,609           | [ * 12 ] |
| 2004年（平成16年） | 40,679             | 20,208           | [ * 13 ] |
| 2005年（平成17年） | 40,013             | 19,816           | [ * 14 ] |
| 2006年（平成18年） | 40,167             | 19,912           | [ * 15 ] |
| 2007年（平成19年） | 40,646             | 20,240           | [ * 16 ] |
| 2008年（平成20年） | 42,024             | 21,044           | [ * 17 ] |
| 2009年（平成21年） | 41,511             | 20,679           | [ * 18 ] |
| 2010年（平成22年） | 41,623             | 20,701           | [ * 19 ] |
| 2011年（平成23年） | 40,421             | 20,210           | [ * 20 ] |
| 2012年（平成24年） | 41,287             | 20,450           | [ * 21 ] |
| 2013年（平成25年） | 42,699             | 21,192           | [ * 22 ] |
| 2014年（平成26年） | 44,353             | 21,978           | [ * 23 ] |
| 2015年（平成27年） | 45,206             | 22,396           | [ * 24 ] |
| 2016年（平成28年） | 45,695             | 22,638           | [ * 25 ] |
| 2017年（平成29年） | 46,732             |                  |          |

## 車站周邊
車站位於國道20號（甲州街道、新宿通）與東京都道319號環狀三號線（外苑東通）交會的同名交差點下方。
- 東京消防廳四谷消防署
  - 消防博物館（日语：消防博物館）
- 警視廳四谷警察署（日语：四谷警察署）
- 駐日大韓民國大使館
  - 韓國文化院
- 四谷稅務署
- 新宿區四谷保健中心
- 新宿歷史博物館（日语：新宿歴史博物館）
- 津之守坂通（日语：津の守坂通り）
- 四谷通二郵便局
- NTT四谷大樓
- 東京玩具美術館

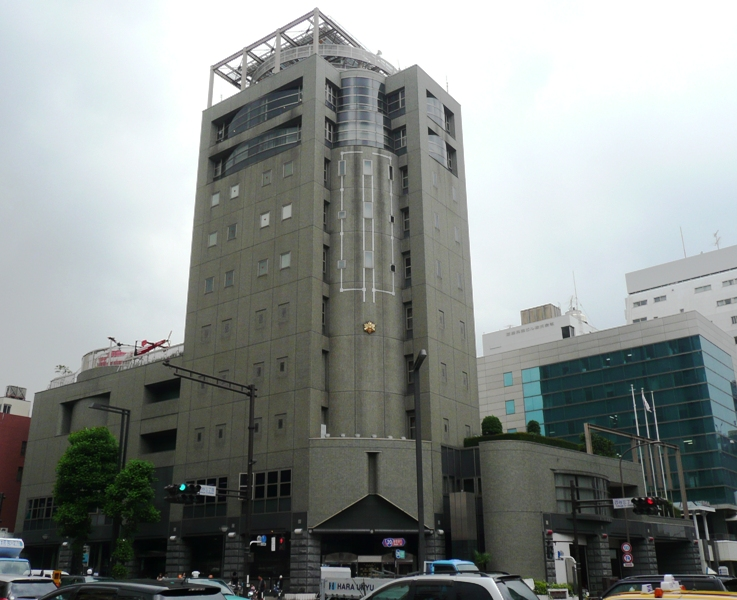
本站直通的消防博物館

- Hotel Wing International Premium東京四谷
- 錦松梅（日语：錦松梅）本店
- 創價學會本部
- 都營地下鐵新宿線曙橋站
- 河田町Confo Garden（日语：河田町コンフォガーデン）
- 東日本旅客鐵道（JR東日本）中央·總武線（各站停車）信濃町站（經外苑東通步行約10分）
- 瑞穗銀行四谷支店
- 三菱東京UFJ銀行 四谷支店
- 太田製作

### 巴士路線
- 四谷三丁目
  - 品97（日语：都営バス杉並支所）：經信濃町站、青山一丁目站、西麻布、高輪警察署（日语：高輪警察署）前往品川站高輪口／經新宿三丁目往新宿站西口（都營巴士）
  - 早81：經東京女子醫大（日语：東京女子醫科大學）往早大正門／經千駄谷站、原宿站往澀谷站東口（都營巴士）
  - 深夜中距離巴士：往吉祥寺站北口／往三鷹站北口（關東巴士）

## 相鄰車站
東京地下鐵
 丸之內線
新宿御苑前（M 10）－四谷三丁目（M 11）－四谷（M 12）

### 來源
東京都統計年鑑
1. ↑  .   [2017-01-30]. （原始内容存档于2013-08-15）.
2. ↑  .   [2017-01-30]. （原始内容存档于2013-02-03）.
3. ↑  .   [2017-01-30]. （原始内容存档于2013-02-03）.
4. ↑  .   [2017-01-30]. （原始内容存档于2013-02-03）.
5. ↑  .   [2017-01-30]. （原始内容存档于2013-02-03）.
6. ↑  .   [2017-01-30]. （原始内容存档于2016-03-04）.
7. ↑  東京都統計年鑑（平成10年）PDF
8. ↑  東京都統計年鑑（平成11年）PDF
9. ↑  .   [2017-01-30]. （原始内容存档于2016-03-04）.
10. ↑  .   [2017-01-30]. （原始内容存档于2016-03-04）.
11. ↑  .   [2017-01-30]. （原始内容存档于2017-07-29）.
12. ↑  .   [2017-01-30]. （原始内容存档于2017-07-29）.
13. ↑  .   [2017-01-30]. （原始内容存档于2017-07-29）.
14. ↑  .   [2017-01-30]. （原始内容存档于2017-07-29）.
15. ↑  .   [2017-01-30]. （原始内容存档于2017-07-29）.
16. ↑  .   [2017-01-30]. （原始内容存档于2017-07-29）.
17. ↑  .   [2017-01-30]. （原始内容存档于2017-07-29）.
18. ↑  .   [2017-01-30]. （原始内容存档于2016-03-26）.
19. ↑  .   [2017-01-30]. （原始内容存档于2016-03-27）.
20. ↑  .   [2017-01-30]. （原始内容存档于2016-03-25）.
21. ↑  .   [2017-01-30]. （原始内容存档于2016-03-27）.
22. ↑  .   [2017-01-30]. （原始内容存档于2016-03-22）.
23. ↑  .   [2017-01-30]. （原始内容存档于2017-07-30）.
24. ↑  .   [2019-01-06]. （原始内容存档于2018-11-09）.
25. ↑  .   [2019-01-06]. （原始内容存档于2019-05-02）.

## 外部連結
- 四谷三丁目/M11 | 路線・車站資訊 | 東京地下鐵